# Spilogona tundrarum
Spilogona tundrarum är en tvåvingeart som beskrevs av Huckett 1965. Spilogona tundrarum ingår i släktet Spilogona och familjen husflugor. Inga underarter finns listade i Catalogue of Life.